# Palaeorhiza callima
Palaeorhiza callima är en biart som beskrevs av Hirashima 1988. Palaeorhiza callima ingår i släktet Palaeorhiza och familjen korttungebin. Inga underarter finns listade i Catalogue of Life.